# Carrie Mae Weems
Carrie Mae Weems (Portland, 20 aprile 1953) è un'artista statunitense, riconosciuta per il suo lavoro multidisciplinare che comprende fotografia, video, installazioni, testi e performance.
La sua opera esplora temi quali identità, razza, genere, classe sociale e potere, con particolare attenzione all'esperienza afroamericana. Ha acquisito notorietà nei primi anni novanta del Novecento con la serie fotografica The Kitchen Table Series (1990), considerata una delle sue opere più significative.

## Biografia
Originaria dell'Oregon, Carrie Mae Weems è la seconda dei sette figli di Carrie Polk e Myrlie Weems, una famiglia di mezzadri provenienti dal Tennessee e dal Mississippi.
All'età di otto anni, dopo il divorzio dei genitori, si trasferisce con la madre e i fratelli in una grande casa di proprietà del nonno. La madre acconsente di mandarla a un corso estivo di teatro shakespeariano, dopo il quale inizia a praticare recitazione e gli spettacoli di strada. A sedici anni dà alla luce la sua unica figlia, Faith C. Weems, e poco dopo lascia la casa dei nonni, seguendo a San Francisco la sua migliore amica, la regista Catherine Jelski.  Nella nuova metropoli si unisce al laboratorio sperimentale di danza moderna di Anna Halprin. In seguito lavora in ristoranti, uffici e fabbriche, trascorre periodi in Messico, alle Figi e a New York, e inizia un impegno a lungo termine nella politica socialista di base.
Poco più che ventenne inizia a documentare la sua attività con la sua prima macchina fotografica, ricevuta come regalo di compleanno dal fidanzato sindacalista e marxista. Sceglie di dedicarsi alla fotografia dopo aver scoperto The Black Photography Annual, un libro che raccoglieva opere di fotografi afroamericani impegnati a documentare la condizione dei neri negli Stati Uniti.
Questo crescente interesse la conduce a New York e allo Studio Museum di Harlem, dove incontra altri artisti e fotografi come Coreen Simpson e Frank Stewart. Nel 1976 segue un corso di fotografia allo Studium tenuto da Dawoud Bey e si mantiene economicamente come assistente di Anthony Barboza. Tornata a San Francisco viene invitata a insegnare allo Studio Museum e continua la sua attività anche all'interno della comunità di fotografi afroamericani di New York.

### Formazione
Si laurea nel 1981 al California Institute of the Arts vicino a Los Angeles, dove si era iscritta per studiare fotografia. Prosegue con un master in fotografia (MFA) presso l'Università della California, San Diego; dal 1984 al 1987 frequenta il Graduate Program in Folklore presso l'Università della California, Berkeley.

## Carriera artistica

### Primi lavori

#### Family Pictures and Stories(1978-1984)
Tra il 1978 e il 1984 Weems realizza la sua prima importante raccolta di fotografie, integrata con testi e registrazioni audio, intitolata Family Pictures and Stories. Questa serie, che diventa la sua mostra di laurea nel 1984, nasce come risposta al celebre rapporto Moynihan pubblicato dal governo nel 1965, redatto dall'omonimo senatore americano, che addebitava la presunta disgregazione della vita e delle comunità afroamericane, causa di altri problemi sociali, all'instabilità dei loro legami familiari.
Ispirate agli scritti dell'autrice e antropologa Zora Neale e alle descrizioni di Harlem fatte da Roy DeCarava nel suo libro con Langston Hughes The Sweet Flypaper of Life, le immagini raccontano la storia e la vita quotidiana della famiglia multigenerazionale di Weems, in un approccio quasi documentaristico ma che nello stesso dà conto dei legami di affetto, di coesione e di supporto reciproco tra i suoi componenti, nel mezzo di una lunga serie di vicende contrassegnate dal razzismo. Le persone ritratte, definite “Colored People” e dipinte nelle immagini con colori giallo, blu e magenta, vengono usate per esplorare lo spostamento delle famiglie nere dal Sud al Nord degli Stati Uniti e per trattare più ampiamente di razza, classe e migrazione.

### 1988-1990
Il lavoro successivo, Ain't Jokin' (1988), si concentra sulle battute razziali e sul razzismo interiorizzato. Per la prima volta Weems abbina immagini e testo, accostando ritratti di uomini, donne e bambini neri - ad esempio un ragazzo nero con un'anguria ("Black Man Holding Watermelon") e una donna nera con una coscia di pollo ("Black Woman with Chicken") - a frasi razziste che chiamano in causa l'apparato interpretativo del linguaggio, della retorica e dell'ideologia, con il fine di smascherare gli stereotipi e coinvolgere attivamente lo spettatore.
Il successivo progetto American Icons, prodotto nel 1989, affronta anch'esso il tema del razzismo, rappresentato da immagini di oggetti all'apparenza innocui e "iconici", tipici della vita quotidiana della famiglia americana. Ne sono esempi la saliera e pepiera antropomorfe a forma di una coppia di africani sorridenti, Mammy e Sambo, simbolo del passato schiavista.

#### The Kitchen Table(1989-1990)
Nel 1990 Carrie Mae Weems prosegue la sua profonda esplorazione delle dinamiche di genere, razza e relazioni all'interno dello spazio domestico con una delle sue serie più famose, The Kitchen Table Series, completata tra il 1989 e il 1990 e da lei così presentata: «Uso la mia immagine per mettere in discussione il ruolo della tradizione, la natura della famiglia, la monogamia, la poligamia, le relazioni tra uomini e donne, tra donne e figli e tra donne e donne».
Costituita da venti fotografie in bianco e nero in stile documentaristico scattate nella sua cucina, intervallate da pannelli di testo, The Kitchen Table mostra l'artista seduta ad un tavolo, illuminato da una singola luce dall'alto, a volte in compagnia di amiche, figlie, o uomini, altre volte da sola. Intorno al tavolo, tradizionalmente percepito come uno spazio domestico femminile, e trasformato in un palcoscenico in cui si svolgono i momenti più significativi della vita e dell'esperienza quotidiana, mette in scena un dramma di amore, perdita e crescita personale. L'opera cattura la vita di una donna comune, ripresa nelle sue relazioni, nei suoi ruoli - amante, madre, capofamiglia, amica - e nei suoi momenti di solitudine.
Gli oggetti presenti nelle scene - come specchi, fotografie di Malcolm X, bicchieri di vino e gabbie per uccelli - funzionano come simboli che arricchiscono la narrazione visiva, suggerendo temi di amore, perdita, autonomia e introspezione.

### 1991-2000
Dopo il successo e il riconoscimento di The Kitchen Table Series, Weems continua a ridefinire i confini della fotografia documentaria, creando rappresentazioni che, pur sembrando documenti, sono spesso messe in scena per costruire narrazioni più profonde. Amplia il suo approccio artistico utilizzando nuovi media, includendo video, installazioni sonore e tessuti, e incorpora sempre più immagini storiche per rileggerle attraverso una lente critica.
Tra il 1991 e il 1992 produce Sea Islands Series, dal nome delle isole che si trovano al largo delle coste della Georgia e della Carolina del Sud, dove, quando studiava folklore all'Università della California, si era avvicinata alla cultura Gullah, di profonde radice afroamericane.

#### Africa(1993)
L'anno successivo compie il suo primo viaggio nel continente africano, visitando le coste del Ghana e del Senegal, da dove partivano i carichi di schiavi, e sulla via delle antiche città del Mali, restando particolarmente colpita dall'antica architettura di Djenné e dalla capacità degli edifici di suggerire - attraverso una specificità di genere, uno "spazio maschile e femminile".

#### From Here I Saw What Happened and I Cried(1995-1996)
In trentatré stampe tinte di rosso Weems rielabora dagherrotipi di schiavi tratti da un archivio storico del XIX secolo e da altre fonti, in gran parte commissionati dal naturalista svizzero Louis Agassiz per sostenere le teorie sull'inferiorità razziale degli africani. Colorando le immagini in tonalità monocromatiche, ingrandendole e incorniciandole in formati circolari che richiamano l'obiettivo di una macchina fotografica, aggiunge didascalie testuali che commentano la brutalità della schiavitù e la rappresentazione razzializzata. 
Come voce fuori campo inserisce la frase "From here I saw what happened and I cried" ("Da qui ho visto cosa è successo e ho pianto"). La serie è un'indagine sul ruolo della fotografia nella costruzione e nel perpetuzione del razzismo e degli stereotipi, ed insieme un tentativo di restituire umanità e dignità a soggetti storicamente oggettificati.

#### Not Manet's Type(1997)
L'esplorazione della rappresentazione femminile e la denuncia dell'esclusione o della sottorappresentazione delle donne nere dal canone estetico, dalle narrazioni artistiche e dai media sono temi che percorrono l'opera di Weems e che fanno da sfondo alla serie presentata nel 1997 Not Manet's Type. 
Cinque fotografie quadrate in bianco e nero, montate su una cornice nera rettangolare, mostrano un testo stampato in rosso che allude alle qualità richieste al corpo della modella da parte di alcuni artisti, come Manet, Pablo Picasso, Duchamp. L'artista/modella ripresa in varie pose, nell'angolo di una camera da letto, davanti allo specchio della toletta o vicino alla finestra, afferma la sua identità e la sua presenza, in uno spazio che storicamente le è stato negato.

### 2001-2020

#### The Louisiana Project(2003)
Commissionata per la commemorazione del bicentenario dell'acquisto della Louisiana, The Louisiana Project (2003) è un'opera multimediale che include settanta fotografie, serigrafie e un video. Reinterpretando fatti storici, l'artista riprende se stessa mentre indossa maschere e costumi d'epoca, posizionandosi in vari luoghi emblematici, come piantagioni, binari ferroviari, impianti chimici,  per agire come testimone dell'esperienza afroamericana. Utilizza simboli come lo specchio per riflettere sul colonialismo, sull'identità sessuale, sullo stato attuale del paese e sulle gerarchie sociali nel Sud degli Stati Uniti.

#### Roaming(2006)

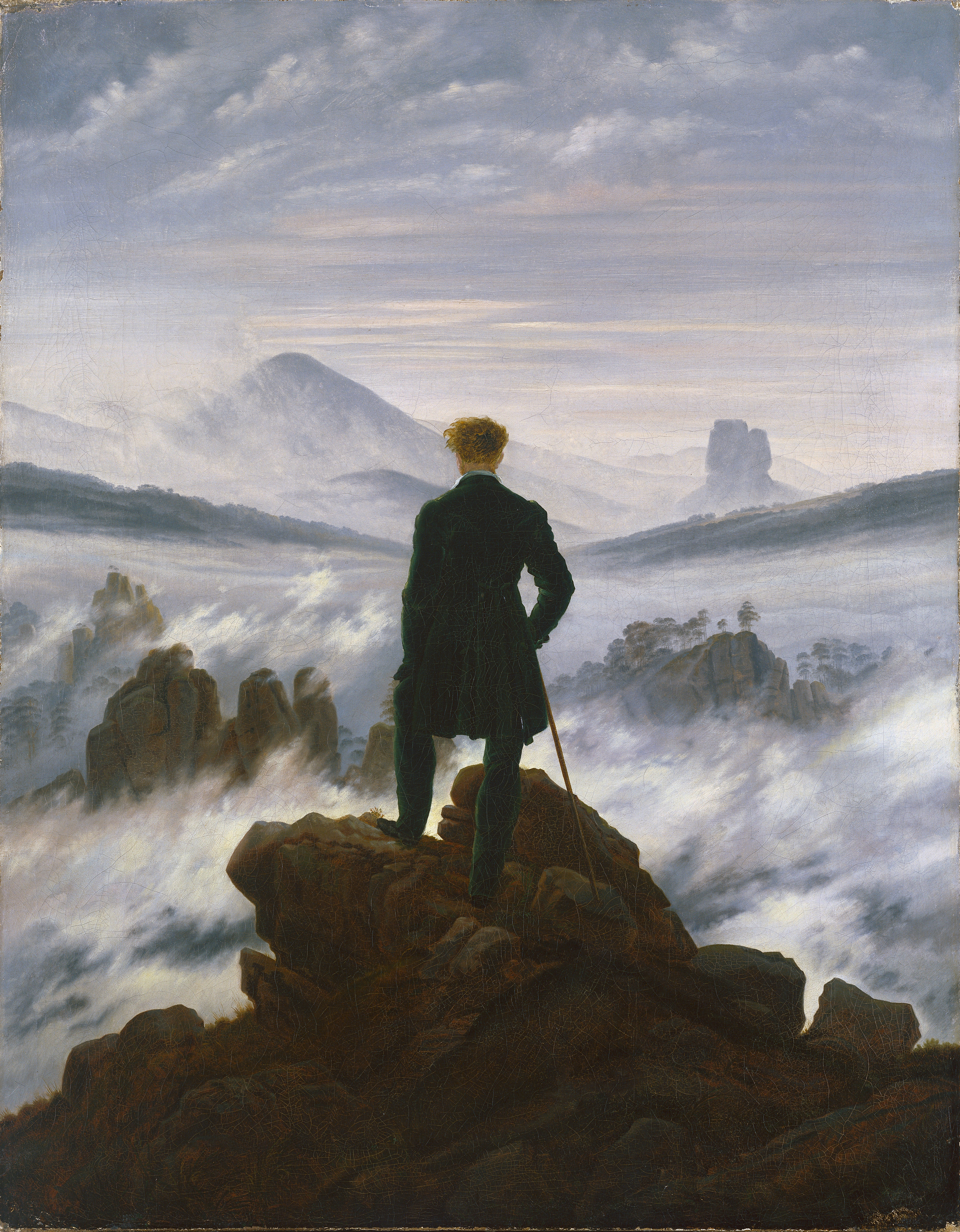
Caspar David Friedrich, Viandante sul mare di nebbia (1818)

La serie fotografica Roaming, creata quando era borsista presso l'American Academy di Roma, mostra l'artista, vestita con un lungo abito nero e ripresa di spalle, mentre osserva alcuni dei luoghi più emblematici della storia e dell'architettura della capitale italiana, tra cui il Colosseo, la Piramide Cestia, il quartiere dell'EUR e il ghetto ebraico di Roma. 
Il progetto Roaming riflette sull'architettura come manifestazione del potere e sull'accessibilità di tali spazi per le persone nere e le donne, fondendo fotografia, performance e critica sociale. Come ha affermato Weems in un'intervista, "l'architettura, nella sua essenza, riguarda molto il potere. Se pensiamo a un luogo come Roma, si percepisce il potere dello Stato in relazione alla popolazione". Attraverso l'inserimento del proprio corpo in questi contesti, Weems interroga la relazione tra monumenti, storia e soggettività, evidenziando come la narrazione storica spesso escluda determinate presenze.
La scelta di posizionarsi di spalle enfatizza l'atto contemplativo e invita l'osservatore a condividere lo sguardo dell'artista, anziché concentrarsi sulla sua identità personale. Questa strategia visiva richiama la tradizione romantica del Viandante sul mare di nebbia (1818) di Caspar David Friedrich, reinterpretata in chiave critica e contemporanea.

#### Museum Series
Nella serie Museum Series, avviata nel 2006, Weems si fotografa di spalle davanti a celebri musei occidentali, come il British Museum, il Louvre o il Philadelphia Museum of Art, interrogando l'esclusione di razza, genere e classe dalla narrazione storica e dall'accesso al mondo dell'arte, mettendo in discussione le stesse istituzioni che custodiscono il canone culturale.
In Constructing History (2008), realizzata in occasione del quarantesimo anniversario della morte di Martin Luther King, ricrea eventi storici degli anni sessanta, come l'assassinio di King, di Malcolm X e di JFK, coinvolgendo studenti in tableaux vivants per riflettere sulla memoria collettiva e sulla rappresentazione nell'arte di immagini legate a eventi traumatici.
Slow Fade to Black (2010)
La serie è un omaggio a icone afroamericane del XX secolo, tra cui Nina Simone, Ella Fitzgerald, Marian Anderson, Dorothy Dandridge, Billie Holiday ed Eartha Kitt, la cui immagine e memoria sono svanite dalla coscienza collettiva. Le immagini sfocate, a simboleggiare l'oblio culturale, evidenziano l'invisibilità storica affrontata dalle donne nere nel mondo dello spettacolo.
Nel 2013 viene insignita della borsa di studio MacArthur (il "Genius Grant"). L'anno successivo diventa la prima donna afroamericana a ottenere una retrospettiva al Guggenheim Museum di New York.

#### Grace Notes: Reflections for Now(2016)
Due anni dopo, nel 2016, presenta Grace Notes: Reflections for Now (2016), una performance di recitazione, musica, video e danza per commemorare la tragica morte di nove giovani di colore durante la sparatoria nella chiesa metodista episcopale africana Emanuel di Charleston, nella Carolina del Sud. L'opera, in debutto a pochi isolati dal luogo del massacro, intende riflettere sulla violenza e sul perdono, esplorando il concetto di "grazia" nel contesto dell'oppressione subita dai neri.
Nel 2017 Weems affronta nuovamente la questione della brutalità della polizia contro gli afroamericani e della violenza all'interno delle comunità nere con i cortometraggi People of a Darker Hue e Imagine If This Were You.

### 2020-2025
Confermando il suo attivismo, nel 2020, durante il periodo della pandemia, Weems lancia in diverse città la campagna d'arte pubblica "Resist COVID / Take 6!", con l'intento di ringraziare i lavoratori essenziali durante la pandemia di COVID-19 e attirare l'attenzione sull'impatto sproporzionato del virus sulle comunità nere, latine e indigene.
In questo stesso periodo sperimenta maggiormente le installazioni video, come The Shape of Things (2021), un'installazione che riflette sulla crisi politica americana attraverso la metafora del circo, e Leave Now! (2022), che racconta il trauma familiare della scomparsa del nonno Frank Weems, mezzadro e sindacalista dell'Arkansas, picchiato, fuggito e dato per morto da una folla di bianchi nel 1936.
Nel 2023 espone alla Fraenkel Gallery Painting the Town, una serie di fotografie che ritraggono i pannelli protettivi posti dai negozianti sulle vetrine di Portland, Oregon, durante le proteste seguite all'omicidio di George Floyd. Su questi pannelli, gli attivisti avevano scritto i loro slogan, poi cancellati dalla polizia, creando un'opera che evoca l'espressionismo astratto e la resilienza comunitaria.
All'interno della mostra alle Gallerie d'Italia (Torino, aprile-settembre 2025), Carrie Mae Weems: The Heart of the Matter, l'artista presenta un nuovo progetto, Preach (2024), un'installazione che esplora la religione e la spiritualità nelle comunità afroamericane attraverso le generazioni.

## Mostre
- 1993-95 - National Museum of Women in the Arts di Washington e altre otto sedi
- 1995 - Museum of Modern Art di New York
- 1995 - J. Paul Getty Museum of Art di Los Angeles
- 1996 - Contemporary Arts Museum di Houston
- 2010 - Centro Andaluz de Arte Contemporáneo di Siviglia
- 2011 - Art Institute di Chicago
- 2012 - Carrie Mae Weems: Three Decades of Photography and Video, prima retrospettiva inaugurata nel settembre 2012 al Frist Center for the Visual Arts di Nashville, nel Tennessee, è stata poi esposta al Portland Art Museum, al Cleveland Museum of Art e al Cantor Center for Visual Arts.
- 2014 - Studio Museum di Harlem, New York
- 2014 - Solomon R. Guggenheim Museum di New York
- 2021 - The Shape of Things al Park Avenue Armory
- 2022 - The Evidence of Things Not Seen, Württembergischer Kunstverein di Stoccarda
- 2023 - Reflections for Now, Barbican Centre di Londra
- 2025 - Carrie Mae Weems: The Heart of the Matter, Gallerie d'Italia (Torino, aprile-settembre 2025)